# Chavaroux
Chavaroux är en kommun i departementet Puy-de-Dôme i regionen Auvergne-Rhône-Alpes i centrala Frankrike. Kommunen ligger i kantonen Ennezat som tillhör arrondissementet Riom. År 2022 hade Chavaroux 531 invånare.

## Befolkningsutveckling
Antalet invånare i kommunen Chavaroux
| Referens: INSEE |